# Sept Fonds
Der Sept Fonds (im Volltext: Ruisseau de Sept Fonds) ist ein kleiner Fluss in Frankreich, der im Département Cher in der Region Centre-Val de Loire verläuft. Er entspringt beim Weiler Mont Courtioux, im westlichen Gemeindegebiet von Saint-Saturnin und entwässert in mehreren Schleifen generell in nördlicher Richtung. Beim Weiler Charasse, im Gemeindegebiet von Saint-Jeanvrin, ändert er im Unterlauf seinen Namen auf Ruisseau de Charasse und mündet nach insgesamt rund 18 Kilometern an der Gemeindegrenze von Beddes und Maisonnais als rechter Nebenfluss in die Sinaise.

## Orte am Fluss
(Reihenfolge in Fließrichtung)
- Mont Courtioux, Gemeinde Saint-Saturnin
- Beau Merle, Gemeinde Châteaumeillant
- Châteaumeillant
- Sept Fonds, Gemeinde Saint-Jeanvrin
- Charasse, Gemeinde Saint-Jeanvrin
- Planchauron, Gemeinde Beddes